# 笹部 (松本市)
笹部（ささべ）は長野県松本市の町名。現行行政地名は笹部一丁目から笹部四丁目。住居表示実施済み。郵便番号は390-0847。

## 地理
松本市中心市街地の南西方、奈良井川の右岸に位置する。
北で両島、東で征矢野、南で高宮西・石芝・南原、西で奈良井川を境に島立と隣接する。
中部を東西に松本市が中環状線に位置づける市道が走る。
西部は長野県企業局によって宅地開発された。団地内の町会は月見町、五月町と称する。

## 歴史
江戸時代には笹部新田村を形成しており、明治維新後に笹部村と表記されるようになった。

### 町域の変遷
- 1980年（昭和55年）9月1日 - 住居表示を実施[4]。石芝、南原を分離する。

## 世帯数と人口
2020年（令和2年）10月1日現在の世帯数と人口は以下の通りである。
| 丁目       | 世帯数    | 人口    |
| ---------- | --------- | ------- |
| 笹部一丁目 | 326世帯   | 718人   |
| 笹部二丁目 | 402世帯   | 1,050人 |
| 笹部三丁目 | 313世帯   | 854人   |
| 笹部四丁目 | 328世帯   | 832人   |
| 計         | 1,369世帯 | 3,454人 |

## 施設
- 野々宮神社
- 笹部保育園
- 学校法人池田学園 ささべ認定こども園
- 医療法人和心会 松南病院

### かつて存在した施設
- 創造学園高等学校 - 2018年、村井町南に移転。

## 小・中学校の学区
小中学校の学区は以下の通りである。
| 町名 | 小学校             | 中学校             |
| ---- | ------------------ | ------------------ |
| 笹部 | 松本市立鎌田小学校 | 松本市立鎌田中学校 |